# Georges Decaux (éditeur)
Pour les articles homonymes, voir Georges Decaux.
Georges Decaux, né le 24 septembre 1845 à Bernay et mort le 11 juillet 1914 à Rouen, est un éditeur français du XIXe siècle, spécialisé dans les périodiques illustrés.

## Parcours
Georges Decaux reprend la maison d'édition de François Polo, fondateur de L'Éclipse en 1868 et mort en 1874. Les bureaux du journal deviennent ceux de La Librairie illustrée en 1875-1876 (Paris, 7 rue du Croissant), avec le concours de Maurice Dreyfous et Désiré-Armand Montgredien (1853-?) avec lesquels il fonde notamment le Journal des voyages puis La Science illustrée. Il est également directeur de publication pour le Musée universel.
Originellement spécialisée dans la presse satirique, Decaux en diversifie la production éditoriale, avec une prédilection pour les ouvrages destinés au grand public, allant toutefois de la vulgarisation et de la littérature jeunesse aux livres d'art, en passant par les guides et les dictionnaires.
Il est le premier éditeur à croire au talent de Jean Richepin en éditant, en 1876, sa Chanson des gueux. Pour cette « mauvaise action », il est condamné à 500 francs d'amende, comme Jean Richepin et l'éditeur Debons, le 15 juillet 1876, par la 9e Chambre du tribunal correctionnel de la Seine[réf. nécessaire].
Avec l'éditeur Dreyfous, il encourage Albert Robida à pratiquer l'eau-forte et la lithographie, ce dernier illustrant notamment les Œuvres de Rabelais en 1885. Il fonde avec Robida, La Caricature, en 1880, qu'il édite jusqu'en 1904.
En 1890, malade, il laisse en partie sa succession à Montgredien — dont il fut le témoin de mariage le 21 janvier 1882 à Paris 10e — via la société Montgredien & Cie pour le domaine historique, le siège déménage au 8 rue Saint-Joseph. En 1896, Montgredien va s'associer à Jules Tallandier pour le domaine populaire, ce dernier reprenant, en succession, l'ensemble sous son nom en octobre 1901.
Decaux meurt en 1914 au no 17B quai du Havre à Rouen et est inhumé à Saint-Pierre-du-Vauvray où il s'était fixé vers 1902. Paul Margueritte écrivit de lui en 1919 : « Georges Decaux était un novateur, un des esprits les plus actifs de la Librairie ».
Sa bibliothèque de 3 160 ouvrages est conservée à la Bibliothèque historique de la Ville de Paris. Une partie de sa bibliothèque a été vendue aux enchères à Rouen en janvier 1938,.